# Везебах
Везебах (нем. Wesebach) — река в Германии, правый приток Эдера. Течёт по территории района Вальдек-Франкенберг на севере земли Гессен.
Площадь водосбора 63,72 км². Длина реки — 24,9 км. Исток расположен на высоте 540 м.
Исток — восточнее деревни Лёльбах (коммуна Хайна), в месте соединения двух ручьёв. Далее по течению расположены населённые пункты Фреберсхаузен, Геллерсхаузен, Клайнерн и Гифлиц (коммуна Эдерталь).
Вдоль реки проходит дорога L 3332 и граница Национального парка Келлервальд-Эдерзе.

## Карта
- Martin Bürgener: Geographische Landesaufnahme: Die naturräumlichen Einheiten auf Blatt 111 Arolsen. Bundesanstalt für Landeskunde, Bad Godesberg 1963. → Online-Karte (нем.) (PDF; 4,1 MB). geographie.giersbeck.de. Дата обращения: 6 апреля 2019.